# Palacio de Justicia de Pretoria
El Palacio de Justicia forma parte de la fachada norte de la Plaza de la Iglesia en Pretoria. El edificio data del siglo XIX y fue diseñado por el arquitecto holandés Sytze Wierda. Actualmente es la sede de la División de Gauteng del Tribunal Superior de Sudáfrica.
La primera piedra fue colocada el 8 de junio de 1897 por el presidente de la República Sudafricana (ZAR), Paul Kruger.
Aquí tuvo lugar el juicio político más famoso de la historia de Sudáfrica, el juicio de Rivonia. Durante el juicio, Nelson Mandela y otros miembros destacados del Congreso Nacional Africano (ANC) fueron acusados de traición y posteriormente encarcelados. 

## Construcción

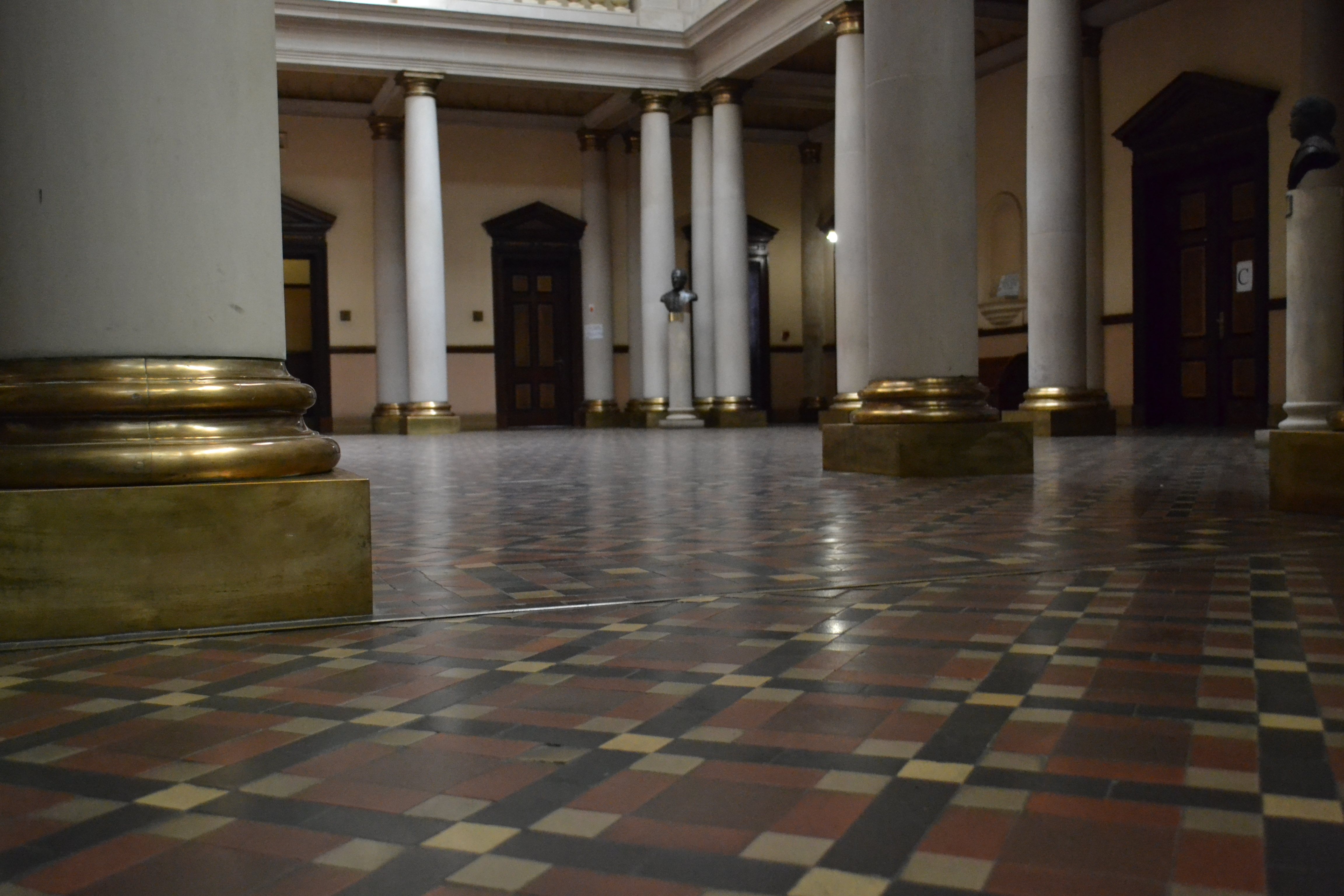
Interior del Palacio de Justicia

El Palacio de Justicia fue construido por el Departement van Publieke Werken (DPW) bajo la dirección del arquitecto diseñador Sytze Wierda y el constructor John Munro. La construcción del edificio tuvo lugar durante la segunda guerra bóer, durante la cual se utilizó temporalmente como hospital para soldados británicos. El diseño interior presenta una combinación ornamentada de madera pulida, latón, vitrales, pisos de baldosas y varios otros accesorios prestigiosos para su época. En el momento de su finalización, los costes de construcción ascendieron a un total de £115 260.

## Descripción
Presenta cuatro plantas, semisótano, baja, principal y alta. sus fachadas son de ladrillo.